# Leichtathletik-Europacup 1993
| 14. Leichtathletik-Europacup                          | 14. Leichtathletik-Europacup | 14. Leichtathletik-Europacup | 14. Leichtathletik-Europacup | 14. Leichtathletik-Europacup | 14. Leichtathletik-Europacup |
| ----------------------------------------------------- | ---------------------------- | ---------------------------- | ---------------------------- | ---------------------------- | ---------------------------- |
|                                                       |                              |                              |                              |                              |                              |
| Resultate Superliga (Endstand nach 37 Entscheidungen) |                              |                              |                              |                              |                              |
| Rom Olympiastadion – 26./27. Juni 1993                |                              |                              |                              |                              |                              |
| Frauen                                                | Frauen                       | Frauen                       | Männer                       | Männer                       | Männer                       |
| Platz                                                 | Land                         | Punkte                       | Platz                        | Land                         | Punkte                       |
| 1                                                     | Russland                     | 141,0                        | 1                            | Russland                     | 128                          |
| 2                                                     | Rumänien                     | 102,0                        | 2                            | Italien                      | 124                          |
| 3                                                     | Ukraine                      | 097,5                        | 3                            | Frankreich                   | 123                          |
| 4                                                     | Deutschland                  | 096,0                        | 4                            | Deutschland                  | 119                          |
| 5                                                     | Großbritannien               | 091,0                        | 5                            | Italien                      | 112                          |
| 6                                                     | Frankreich                   | 075,0                        | 6                            | Ukraine                      | 097                          |
| 7                                                     | Polen                        | 062,0                        | 7                            | Spanien                      | 076                          |
| 8                                                     | Italien                      | 055,5                        | 8                            | Polen                        | 065                          |
| 9                                                     | Finnland                     | 044,0                        | 9                            | Tschechien                   | 054                          |
| ← Frankfurt/M. 1991                                   | ← Frankfurt/M. 1991          | ← Frankfurt/M. 1991          | Birmingham 1994 →            | Birmingham 1994 →            | Birmingham 1994 →            |
|  abgestiegen in die 1. Liga des nächsten Europacups   |                              |                              |                              |                              |                              |

## Modus
Die diesjährige Austragung fand nach den im Europacup 1983 erstmals gültigen Regeln statt. Das höchste Niveau des Cups wurde als Superliga bezeichnet. Die einen Rang unter der Superliga platzierten Nationen trugen ihre Wettbewerbe in der 1. Liga aus. Die Teams der 2. Liga bekamen Zuwachs durch zahlreiche neue Länder. So gab es hier nicht mehr zwei, sondern drei Gruppen.
Durch den Zerfall der Sowjetunion und durch weitere Veränderungen bezüglich neuer oder nicht mehr existenter Staaten kam es zu Besonderheiten in der Zusammensetzung der Ligen. Ein sog. Vereintes Team, wie es bei den Olympischen Spielen 1992 für die neu aus der Sowjetunion entstandenen Staaten zustande kam, gab es hier nicht. Die neuen Einzelstaaten stellten jeweils eigene Teams.
- In der Superliga wurde die Sowjetunion ersetzt durch Russland und die Ukraine. So traten nun statt acht je neun Männer- und Frauen-Teams in der Superliga an.
- Außerdem wurde Ungarns Männermannschaft als zweiter Absteiger neben Bulgarien in die 1. Liga bestimmt. Stattdessen rückte das polnische Männerteam wieder in die Superliga auf.
- Das 1991 eigentlich in die 1. Liga aufgestiegene Frauenteam aus Jugoslawien nahm wie auch die jugoslawische Männermannschaft aufgrund der Eskalation in den Jugoslawienkriegen nicht am Europacup teil. Stattdessen wurde Belarus in die 1. Liga aufgenommen. Jugoslawiens Männer in der 1. Liga wurden durch Belgien als nachrückendem Aufsteiger ersetzt.
- Das belarussische Männerteam wurde neben zahlreichen weiteren Ländern in die 2. Liga aufgenommen.
- Den Platz der nicht mehr existierenden Tschechoslowakei (Frauen: 1. Liga / Männer: Superliga) nahm Tschechien ein.
- Weitere neue Länder traten als zusätzliche Teilnehmer in der 2. Liga an. Dies waren die Slowakei, Slowenien, Kroatien, Estland, Lettland, Litauen und Moldawien.

Wie bisher auch wurden alle Wettbewerbe am selben Wochenende – Samstag, 26. und Sonntag, 27. Juni – ausgetragen. Das seit 1983 praktizierte System mit Auf- und Absteigern entschied auch weiterhin über die Ligeneinteilungen des nächsten Cups – hier für 1994. Das Verfahren musste jedoch aufgrund der zahlreichen neuen Teilnehmerländer und der angestrebten Reduzierung der Superliga auf wieder acht Nationen erheblich geändert werden.
- Aus der Superliga gab es drei Absteiger in die 1. Liga.
- Die beiden Ersten der 1. Liga stiegen auf in die Superliga. Aus dieser Liga gab es vier Absteiger in die 2. Liga. Im kommenden Jahr verblieben so nur zwei Teams in Liga 1, die sechs Auf- und Absteiger wurden 1994 ersetzt durch drei Absteiger aus der Superliga und drei Aufsteiger aus der 2. Liga.
- Aus den drei Gruppen der 2. Liga stieg der jeweils Gruppenerste auf in die 1. Liga.

Bisher war der Europacup in einem zweijährigen Wettkampfturnus in den ungeraden Jahren ausgetragen worden. Ab 1994 fand die Veranstaltung in jedem Jahr statt. Durch den geänderten Austragungsrhythmus der Leichtathletik-Weltmeisterschaften, die jetzt alle zwei Jahre auf dem Programm standen, war der Europacup nicht mehr der internationale Jahreshöhepunkt. In den ungeraden Jahren wurden Weltmeisterschaften, in den geraden Jahren Europameisterschaften oder Olympische Spiele ausgetragen. Dies führte im Lauf der kommenden Jahre zu einer Abwertung des Cups. Es kam später sogar dazu, dass die stärksten Athleten eines Landes kein Interesse mehr an der Europacupteilnahme hatten, sodass häufig nicht die besten Sportler am Start waren. Der Deutsche Leichtathletikverband schaffte deswegen später Anreize für die Teilnahme seiner stärksten Leichtathleten, indem der Sieger eines Europacupwettbewerbs sich automatisch für die Weltmeisterschaften qualifizierte.

## Der Leichtathletik-Europacup 1993
Seit 1975 fanden die Frauenwettbewerbe im A-Finale bzw. in der Superliga am selben Ort und an denselben beiden Tagen gemeinsam mit den Männerwettbewerben statt. So war es auch in der diesjährigen Austragung. Wie seit 1983 üblich wurden alle Ligen des Europacups am selben Wochenende durchgeführt.
Im Wettbewerbsprogramm gab es eine Änderung. Bei den Frauen kam zusätzlich der Dreisprung ins Angebot. Der Wettbewerbskatalog für die Frauen wurde in den darauffolgenden Jahren sukzessive immer weiter an die Männerdisziplinen angepasst, mit dem 3000-Meter-Hindernislauf, dem Stabhochsprung und dem Hammerwurf fehlten im Europacup noch drei Disziplinen zur völligen Angleichung an die Männerdisziplinen. Die nächste Erweiterung sollte 1997 erfolgen.
Sowohl im Frauen- als auch im Männerwettbewerb setzte sich Russland als Sieger durch, bei den Frauen klar vor Rumänien und bei den Männern knapp vor Großbritannien.
Es wurden die folgenden fünf Landesrekorde aufgestellt:
- 400-Meter-Hürdenlauf, Männer: 48,08 s – Stéphane Diagana, Frankreich
- 4-mal-100-Meter-Staffel, Männer: 38,89 s – Russland (Pawel Galkin, Edwin Iwanow, Andrei Fedoriw, Alexandr Porchomowski)
- 4-mal-400-Meter-Staffel, Männer: 3:00,75 min – Russland (Dmitri Kliger, Dmitri Kossow, Michail Wdowin, Dmitri Golowastow)
- Hochsprung, Frauen: 2,00 m – Alina Astafei, Rumänien
- 4-mal-100-Meter-Staffel, Frauen: 3:24,23 min – Russland (Jelena Goleschewa, Jelena Rusina, Wera Sytschugowa, Tatjana Alexejewa)

## Länderwertungen 2. Liga
Die 2. Liga der Männer und Frauen wurde aufgrund der deutlich gestiegenen Teilnehmerzahlen nicht mehr nur in zwei, sondern in drei Gruppen ausgetragen. Die Wettbewerbe der Gruppe 1 fanden in Villach, Österreich, statt. Die Gruppe 2 wurde in Kopenhagen, Dänemark, die Gruppe 3 in Rotterdam, Niederlande, ausgetragen. Aus den drei Gruppen qualifizierte sich das jeweils siegreiche Team für die Teilnahme in der 1. Liga des nächsten Europacups.
| Länderwertungen 2. Liga Gruppe 1 in Villach | Länderwertungen 2. Liga Gruppe 1 in Villach | Länderwertungen 2. Liga Gruppe 1 in Villach | Länderwertungen 2. Liga Gruppe 1 in Villach | Länderwertungen 2. Liga Gruppe 1 in Villach | Länderwertungen 2. Liga Gruppe 1 in Villach |
|                                             | Frauen                                      | Frauen                                      |                                             | Männer                                      | Männer                                      |
| Platz                                       | Land                                        | Punkte                                      |                                             | Land                                        | Punkte                                      |
| ------------------------------------------- | ------------------------------------------- | ------------------------------------------- | ------------------------------------------- | ------------------------------------------- | ------------------------------------------- |
| 1                                           | Österreich                                  | 82,0                                        |                                             | Griechenland                                | 125,0                                       |
| 2                                           | Slowenien                                   | 78,5                                        |                                             | Österreich                                  | 107,5                                       |
| 3                                           | Griechenland                                | 75,0                                        |                                             | Israel                                      | 078,0                                       |
| 4                                           | Türkei                                      | 49,5                                        |                                             | Kroatien                                    | 069,5                                       |
| 5                                           | Zypern                                      | 37,0                                        |                                             | Slowenien                                   | 069,5                                       |
| 6                                           | Kroatien                                    | 34,0                                        |                                             | Zypern                                      | 057,5                                       |
| 7                                           |                                             |                                             |                                             | Türkei                                      | 052,0                                       |

 qualifiziert für die 1. Liga des nächsten Europacups
| Länderwertungen 2. Liga Gruppe 2 in Kopenhagen | Länderwertungen 2. Liga Gruppe 2 in Kopenhagen | Länderwertungen 2. Liga Gruppe 2 in Kopenhagen | Länderwertungen 2. Liga Gruppe 2 in Kopenhagen | Länderwertungen 2. Liga Gruppe 2 in Kopenhagen | Länderwertungen 2. Liga Gruppe 2 in Kopenhagen |
|                                                | Frauen                                         | Frauen                                         |                                                | Männer                                         | Männer                                         |
| Platz                                          | Land                                           | Punkte                                         |                                                | Land                                           | Punkte                                         |
| ---------------------------------------------- | ---------------------------------------------- | ---------------------------------------------- | ---------------------------------------------- | ---------------------------------------------- | ---------------------------------------------- |
| 1                                              | Litauen                                        | 72                                             |                                                | Dänemark                                       | 70                                             |
| 2                                              | Dänemark                                       | 65                                             |                                                | Lettland                                       | 64                                             |
| 3                                              | Lettland                                       | 62                                             |                                                | Estland                                        | 53                                             |
| 4                                              | Island                                         | 58                                             |                                                | Litauen                                        | 36                                             |
| 5                                              | Estland                                        | 41                                             |                                                | Island                                         | 30                                             |

 qualifiziert für die 1. Liga des nächsten Europacups
| Länderwertungen 2. Liga Gruppe 3 in Rotterdam | Länderwertungen 2. Liga Gruppe 3 in Rotterdam | Länderwertungen 2. Liga Gruppe 3 in Rotterdam | Länderwertungen 2. Liga Gruppe 3 in Rotterdam | Länderwertungen 2. Liga Gruppe 3 in Rotterdam | Länderwertungen 2. Liga Gruppe 3 in Rotterdam |
|                                               | Frauen                                        | Frauen                                        |                                               | Männer                                        | Männer                                        |
| Platz                                         | Land                                          | Punkte                                        |                                               | Land                                          | Punkte                                        |
| --------------------------------------------- | --------------------------------------------- | --------------------------------------------- | --------------------------------------------- | --------------------------------------------- | --------------------------------------------- |
| 1                                             | Portugal                                      | 75,0                                          |                                               | Belarus                                       | 98                                            |
| 2                                             | Schweden                                      | 70,5                                          |                                               | Portugal                                      | 84                                            |
| 3                                             | Niederlande                                   | 65,5                                          |                                               | Niederlande                                   | 78                                            |
| 4                                             | Island                                        | 52,0                                          |                                               | Slowakei                                      | 75                                            |
| 5                                             | Slowakei                                      | 51,5                                          |                                               | Irland                                        | 48                                            |
| 6                                             | Moldau                                        | 38,0                                          |                                               | Moldau                                        | 38                                            |

 qualifiziert für die 1. Liga des nächsten Europacups

## Länderwertungen 1. Liga
Die Wettbewerbe in der 1. Liga wurden für Männer und Frauen gemeinsam in der belgischen Hauptstadt Brüssel ausgetragen. Die beiden jeweiligen Mannschaften auf den Plätzen eins und zwei qualifizierten sich für die Superliga des kommenden Europacups. Außerdem stiegen die vier Teams auf den jeweils letzten Plätzen ab in die 2. Liga.
| Länderwertungen 1. Liga – in Brüssel | Länderwertungen 1. Liga – in Brüssel | Länderwertungen 1. Liga – in Brüssel | Länderwertungen 1. Liga – in Brüssel | Länderwertungen 1. Liga – in Brüssel | Länderwertungen 1. Liga – in Brüssel |
|                                      | Frauen                               | Frauen                               |                                      | Männer                               | Männer                               |
| Platz                                | Land                                 | Punkte                               |                                      | Land                                 | Punkte                               |
| ------------------------------------ | ------------------------------------ | ------------------------------------ | ------------------------------------ | ------------------------------------ | ------------------------------------ |
| 1                                    | Belarus                              | 92,0                                 |                                      | Schweden                             | 112,0                                |
| 2                                    | Spanien                              | 81,0                                 |                                      | Rumänien                             | 099,5                                |
| 3                                    | Schweiz                              | 79,0                                 |                                      | Ungarn                               | 097,0                                |
| 4                                    | Bulgarien                            | 78,0                                 |                                      | Bulgarien                            | 094,5                                |
| 5                                    | Tschechien                           | 77,5                                 |                                      | Schweiz                              | 087,5                                |
| 6                                    | Norwegen                             | 70,0                                 |                                      | Irland                               | 086,0                                |
| 7                                    | Belgien                              | 67,0                                 |                                      | Norwegen                             | 072,0                                |
| 8                                    | Ungarn                               | 66,5                                 |                                      | Belgien                              | 071,5                                |

 qualifiziert für die Superliga des nächsten Europacups

 abgestiegen in die 2. Liga des nächsten Europacups

## Länderwertungen Superliga
Die Männer- und Frauenteams auf den jeweils letzten drei Plätzen stiegen in die 1. Liga des nachfolgenden Europacups ab.
| Länderwertungen Superliga – in Rom | Länderwertungen Superliga – in Rom | Länderwertungen Superliga – in Rom | Länderwertungen Superliga – in Rom | Länderwertungen Superliga – in Rom | Länderwertungen Superliga – in Rom |
|                                    | Frauen                             | Frauen                             |                                    | Männer                             | Männer                             |
| Platz                              | Land                               | Punkte                             |                                    | Land                               | Punkte                             |
| ---------------------------------- | ---------------------------------- | ---------------------------------- | ---------------------------------- | ---------------------------------- | ---------------------------------- |
| 1                                  | Russland                           | 141,0                              | 1                                  | Russland                           | 128                                |
| 2                                  | Rumänien                           | 102,0                              | 2                                  | Italien                            | 124                                |
| 3                                  | Ukraine                            | 097,5                              | 3                                  | Frankreich                         | 123                                |
| 4                                  | Deutschland                        | 096,0                              | 4                                  | Deutschland                        | 119                                |
| 5                                  | Großbritannien                     | 091,0                              | 5                                  | Italien                            | 112                                |
| 6                                  | Frankreich                         | 075,0                              | 6                                  | Ukraine                            | 097                                |
| 7                                  | Polen                              | 062,0                              | 7                                  | Spanien                            | 076                                |
| 8                                  | Italien                            | 055,5                              | 8                                  | Polen                              | 065                                |
| 9                                  | Finnland                           | 044,0                              | 9                                  | Tschechien                         | 054                                |

 abgestiegen in die 1. Liga des nächsten Europacups

## Legende
Kurze Übersicht zur Bedeutung der Symbolik – so üblicherweise auch in sonstigen Veröffentlichungen verwendet:
| NR    | Nationaler Rekord                                            |
| DNF   | did not finish (nicht im Ziel)                               |
| w     | Rückenwindunterstützung über dem erlaubten Limit von 2,0 m/s |
| x     | ungültig                                                     |
| o     | Höhe übersprungen                                            |
| –     | ausgelassen                                                  |
| r     | Wettkampf nicht fortgesetzt (retired)                        |
| k. A. | keine Angabe                                                 |

## Superliga: Resultate der Einzeldisziplinen

### Männer

#### 100 m
| Platz | Athlet                | Land | Zeit (s) |
| ----- | --------------------- | ---- | -------- |
| 1     | Linford Christie      | GBR  | 10,22    |
| 2     | Alexandr Porchomowski | RUS  | 10,28    |
| 3     | Daniel Sangouma       | FRA  | 10,42    |
| 4     | Marc Blume            | GER  | 10,44    |
| 5     | Ezio Madonia          | ITA  | 10,45    |
| 6     | Dimitri Wanjaikin     | UKR  | 10,49    |
| 7     | Jiří Valík            | CZE  | 10,50    |
| 8     | Enrique Talavera      | ESP  | 10,56    |
| 9     | Marek Zalewski        | POL  | 13,72    |

Datum: 26. Juni
Wind: +1,3 m/s

#### 200 m
| Platz | Athlet              | Land | Zeit (s) |
| ----- | ------------------- | ---- | -------- |
| 1     | John Regis          | GBR  | 20,38    |
| 2     | Andrei Fedoriw      | RUS  | 20,54    |
| 3     | Robert Kurnicki     | GER  | 20,59    |
| 4     | Daniel Sangouma     | FRA  | 20,72    |
| 5     | Wladyslaw Dolohodin | UKR  | 20,86    |
| 6     | Jiří Valík          | CZE  | 21,10    |
| 7     | Robert Maćkowiak    | POL  | 21,21    |
| 8     | Jordi Mayoral       | ESP  | 21,24    |
| DNF   | Giorgio Marras      | ITA  |          |

Datum: 27. Juni
Wind: −0,9 m/s

#### 400 m
| Platz | Athlet              | Land | Zeit (s) |
| ----- | ------------------- | ---- | -------- |
| 1     | David Grindley      | GBR  | 44,75    |
| 2     | Dmitri Golowastow   | RUS  | 45,65    |
| 3     | Jean-Louis Rapnouil | FRA  | 45,91    |
| 4     | Andrea Nuti         | ITA  | 46.07    |
| 5     | Cayetano Cornet     | ESP  | 46,46    |
| 6     | Tomasz Czubak       | POL  | 46,63    |
| 7     | Ralf Pfersich       | GER  | 46,73    |
| 8     | Waleri Koslow       | UKR  | 47,48    |
| 9     | Ondřej Veselý       | CZE  | 47,84    |

Datum: 26. Juni

#### 800 m
| Platz | Athlet               | Land | Zeit (min) |
| ----- | -------------------- | ---- | ---------- |
| 1     | Andrei Bulkowski     | UKR  | 1:47,32    |
| 2     | Andrea Benvenuti     | ITA  | 1:47,63    |
| 3     | Tom McKean           | GBR  | 1:47,67    |
| 4     | Jens-Peter Herold    | GER  | 1:47,75    |
| 5     | Ousmane Diarra       | FRA  | 1:47,88    |
| 6     | Alexei Oleinikow     | UKR  | 1:48,26    |
| 7     | Piotr Piekarski      | POL  | 1:48,29    |
| 8     | Luis Javier González | ESP  | 1:49,02    |
| 9     | Václav Hrích         | CZE  | 1:49,30    |

Datum: 27. Juni

#### 1500 m
| Platz | Athlet                  | Land | Zeit (min) |
| ----- | ----------------------- | ---- | ---------- |
| 1     | Andrei Bulkowski        | UKR  | 3:37,51    |
| 2     | Fermín Cacho            | ESP  | 3:38,09    |
| 3     | Pascal Thiébaut         | FRA  | 3:38,12    |
| 4     | Alessandro Lambruschini | ITA  | 3:38,37    |
| 5     | Curtis Robb             | GBR  | 3:38,56    |
| 6     | Hauke Fuhlbrügge        | GER  | 3:38,57    |
| 7     | Sergei Melnikow         | RUS  | 3:39,70    |
| 8     | Waldemar Glinka         | POL  | 3:41,09    |
| 9     | Milan Drahanovský       | CZE  | 3:42,85    |

Datum: 26. Juni

#### 5000 m
| Platz | Athlet                  | Land | Zeit (min) |
| ----- | ----------------------- | ---- | ---------- |
| 1     | Robert Denmark          | GBR  | 13:30,02   |
| 2     | Alessandro Lambruschini | ITA  | 13:30,96   |
| 3     | Abel Antón              | ESP  | 13:31,35   |
| 4     | Michal Bartoszak        | POL  | 13:31,78   |
| 5     | Michail Dasko           | RUS  | 13:33,92   |
| 6     | Jan Pešava              | CZE  | 13:35,28   |
| 7     | Stephan Freigang        | GER  | 13:38,76   |
| 8     | Thierry Pantel          | FRA  | 13:45,04   |
| 9     | Jewgeni Sirotin         | UKR  | 13:56,57   |

Datum: 27. Juni

#### 10.000 m
| Platz | Athlet            | Land | Zeit (min) |
| ----- | ----------------- | ---- | ---------- |
| 1     | Thierry Pantel    | FRA  | 28:02,71   |
| 2     | Francesco Panetta | ITA  | 28:13,99   |
| 3     | Carlos Adán       | ESP  | 28:16,19   |
| 4     | Oleg Strischakow  | RUS  | 28:24,59   |
| 5     | Stéphane Franke   | GER  | 28:46,43   |
| 6     | Michal Kucera     | CZE  | 29:07,57   |
| 7     | Petr Sarafanjuk   | UKR  | 29:09,23   |
| 8     | Krysztof Bałdyga  | POL  | 29:29,70   |
| DNF   | Eamonn Martin     | GBR  |            |

Datum: 26. Juni

#### 110 m Hürden
| Platz | Athlet                | Land | Zeit (s) |
| ----- | --------------------- | ---- | -------- |
| 1     | Colin Jackson         | GBR  | 13,10    |
| 2     | Florian Schwarthoff   | GER  | 13,50    |
| 3     | Dan Philibert         | FRA  | 13,62    |
| 4     | Wladimir Schischkin   | RUS  | 13,65    |
| 5     | Gennadi Dakschewitsch | UKR  | 13,79    |
| 6     | Jiří Hudec            | CZE  | 13,90    |
| 7     | Fausto Frigerio       | ITA  | 13,96    |
| 8     | Carlos Sala           | ESP  | 14,07    |
| 9     | Ronald Mehlich        | POL  | 14,09    |

Datum: 26. Juni
Wind: −0,2 m/s

#### 400 m Hürden
| Platz | Athlet            | Land | Zeit (s) |
| ----- | ----------------- | ---- | -------- |
| 1     | Stéphane Diagana  | FRA  | 48,08 NR |
| 2     | Olaf Hense        | GER  | 48,48000 |
| 3     | Oleg Twerdochleb  | UKR  | 48,70000 |
| 4     | Kriss Akabusi     | GBR  | 48,73000 |
| 5     | Giorgio Frinolli  | ITA  | 49,22000 |
| 6     | Piotr Kotlarski   | POL  | 50,31000 |
| 7     | Óscar Pitillas    | ESP  | 50,70000 |
| 8     | Alexander Belikow | RUS  | 50,93000 |
| 9     | Radek Bartaković  | CZE  | 52,81000 |

Datum: 27. Juni

#### 3000 m Hindernis
| Platz | Athlet            | Land | Zeit (min) |
| ----- | ----------------- | ---- | ---------- |
| 1     | Steffen Brand     | GER  | 8:17,77    |
| 2     | Francesco Panetta | ITA  | 8:22,95    |
| 3     | Thierry Brusseau  | FRA  | 8:24,60    |
| 4     | Inocencio López   | ESP  | 8:32,03    |
| 5     | Wladimir Pronin   | RUS  | 8:33,03    |
| 6     | Tom Buckner       | GBR  | 8:33.39    |
| 7     | Alexei Pazerin    | UKR  | 8:35,32    |
| 8     | Jiří Soptenko     | CZE  | 8:43,06    |
| 9     | Artur Osman       | POL  | 8:49,47    |

Datum: 27. Juni

#### 4 × 100 m Staffel
| Platz | Besetzung      | Land                                                                         | Zeit (s) |
| ----- | -------------- | ---------------------------------------------------------------------------- | -------- |
| 1     | Großbritannien | Jason John Tony Jarrett John Regis Linford Christie                          | 38,53000 |
| 2     | Frankreich     | Éric Perrot Daniel Sangouma Jean-Charles Trouabal Bruno Marie-Rose           | 38,72000 |
| 3     | Russland       | Pawel Galkin Edwin Iwanow Andrei Fedoriw Alexandr Porchomowski               | 38,89 NR |
| 4     | Deutschland    | Holger Blume Robert Kurnicki Michael Huke Marc Blume                         | 39,01000 |
| 5     | Ukraine        | Wiktor Bryshin Dimitri Wanjaikin Aleksander Schlytschkow Wladyslaw Dolohodin | 39,10000 |
| 6     | Italien        | Mario Longo Ezio Madonia Giovanni Puggioni Marco Menchini                    | 39,36000 |
| 7     | Polen          | Marcin Krzywański Robert Maćkowiak Marcin Czajkowski Jarosław Kaniecki       | 39,78000 |
| 8     | Spanien        | Luis Turón Pedro Pablo Holet Jordi Mayoral Enrique Talavera                  | 39,83000 |
| 9     | Tschechien     | Valter Pilch Luboš Ruda Jiří Vondráček Jiří Valik                            | 40,49000 |

Datum: 26. Juni

#### 4 × 400 m Staffel
| Platz | Besetzung      | Land                                                              | Zeit (min) |
| ----- | -------------- | ----------------------------------------------------------------- | ---------- |
| 1     | Großbritannien | Du’aine Ladejo Kriss Akabusi John Regis David Grindley            | 3:00,25000 |
| 2     | Russland       | Dmitri Kliger Dmitri Kossow Michail Wdowin Dmitri Golowastow      | 3:00,75 NR |
| 3     | Frankreich     | Jean-Louis Rapnouil Pierre Hilaire André Jaffory Stéphane Diagana | 3:00,94000 |
| 4     | Deutschland    | Ralf Pfersich Daniel Bittner Rico Lieder Olaf Hense               | 3:01,33000 |
| 5     | Italien        | Andrea Montanari Marco Vaccari Fabio Grossi Andrea Nuti           | 3:02,97000 |
| 6     | Spanien        | Antonio Sánchez Cayetano Cornet Manuel Moreno Ángel Heras         | 3:05,96000 |
| 7     | Polen          | Sylwester Wegrzyn Paweł Januszewski Artur Gąsiewski Tomasz Czubak | 3:09,29000 |
| 8     | Ukraine        | Roman Galkin Wadim Ogij Wolodimyr Dorosch Waleri Koslow           | 3:09,65000 |
| 9     | Tschechien     | Jiří Benda Václav Hrích Vilem Ondrácek Ondřej Veselý              | 3:11,22000 |

Datum: 27. Juni

#### Hochsprung
| Platz | Athlet               | Land | Höhe (m) | Versuchsserie (m) | Versuchsserie (m) | Versuchsserie (m) | Versuchsserie (m) | Versuchsserie (m) | Versuchsserie (m) | Versuchsserie (m) | Versuchsserie (m) | Versuchsserie (m) | Versuchsserie (m) |
| Platz | Athlet               | Land | Höhe (m) | 2,05              | 2,10              | 2,15              | 2,20              | 2,23              | 2,26              | 2,28              | 2,30              | 2,32              | 2,34              |
| 1     | Artur Partyka        | POL  | 2,30     | –                 | –                 | o                 | –                 | –                 | o                 | –                 | o                 | –                 | xxx               |
| 2     | Jean-Charles Gicquel | FRA  | 2,30     | –                 | –                 | o                 | o                 | xo                | o                 | o                 | o                 | xxx               |                   |
| 3     | Roberto Ferrari      | ITA  | 2,30     | –                 | o                 | o                 | o                 | o                 | xo                | xxo               | o                 | xxx               |                   |
| 4     | Wolf-Hendrik Beyer   | GER  | 2,28     | –                 | –                 | o                 | o                 | o                 | o                 | xo                | x–                | xx                |                   |
| 5     | Alexei Jemelin       | RUS  | 2,28     | –                 | –                 | o                 | o                 | xxo               | o                 | xo                | xxx               |                   |                   |
| 6     | Steve Smith          | GBR  | 2,28     | –                 | –                 | o                 | –                 | xxo               | –                 | xxo               | x–                | xx                |                   |
| 7     | Arturo Ortiz         | ESP  | 2,20     | –                 | o                 | o                 | xo                | –                 | x–                | xx                |                   |                   |                   |
| 8     | Tomáš Janků          | CZE  | 2,20     | o                 | o                 | xo                | xo                | xxx               |                   |                   |                   |                   |                   |
| 9     | Juri Sergijenko      | UKR  | 2,15     | –                 | o                 | o                 | xxx               |                   |                   |                   |                   |                   |                   |

Datum: 26. Juni

#### Stabhochsprung
| Platz | Athlet           | Land | Höhe (m) | Versuchsserie (m) | Versuchsserie (m) | Versuchsserie (m) | Versuchsserie (m) | Versuchsserie (m) | Versuchsserie (m) | Versuchsserie (m) | Versuchsserie (m) | Versuchsserie (m) | Versuchsserie (m) | Versuchsserie (m) | Versuchsserie (m) |
| Platz | Athlet           | Land | Höhe (m) | 5,00              | 5,20              | 5,30              | 5,40              | 5,50              | 5,60              | 5,70              | 5,80              | 5,90              | 6,00              | 6,05              | 6,10              |
| 1     | Rodion Gataullin | RUS  | 6,00     | –                 | –                 | –                 | –                 | –                 | o                 | –                 | o                 | x                 | o                 | –                 | xr                |
| 2     | Serhij Bubka     | UKR  | 5,80     | –                 | –                 | –                 | –                 | –                 | o                 | –                 | o                 | –                 | x                 | xx                |                   |
| 3     | Javier García    | ESP  | 5,70     | –                 | –                 | –                 | o                 | o                 | xo                | xo                | xxx               |                   |                   |                   |                   |
| 4     | Jean Galfione    | FRA  | 5,60     | –                 | –                 | –                 | xo                | –                 | xo                | xxx               |                   |                   |                   |                   |                   |
| 5     | Tim Lobinger     | GER  | 5,50     | o                 | o                 | o                 | o                 | xxo               | xxx               |                   |                   |                   |                   |                   |                   |
| 6     | Andrea Pegoraro  | ITA  | 5,40     | –                 | o                 | –                 | o                 | xxx               |                   |                   |                   |                   |                   |                   |                   |
| 7     | Neil Winter      | GBR  | 5,30     | xo                | xo                | xxo               | xxx               |                   |                   |                   |                   |                   |                   |                   |                   |
| 8     | Mirosław Chmara  | POL  | 5,20     | –                 | xxo               | –                 | xxx               |                   |                   |                   |                   |                   |                   |                   |                   |
| 9     | František Jansa  | CZE  | 5,20     | xxo               | xxo               | xxx               |                   |                   |                   |                   |                   |                   |                   |                   |                   |

Datum: 27. Juni

#### Weitsprung
| Platz | Athlet               | Land | Weite (m) | Versuchsserie (m) | Versuchsserie (m) | Versuchsserie (m) | Versuchsserie (m) | Versuchsserie (m) | Versuchsserie (m) |
| Platz | Athlet               | Land | Weite (m) | 1. Versuch        | 2. Versuch        | 3. Versuch        | 4. Versuch        | 5. Versuch        | 6. Versuch        |
| 1     | Giovanni Evangelisti | ITA  | 8,04 w    | 7,94              | x                 | x                 | x                 | x                 | 8,04 w            |
| 2     | Ángel Hernández      | ESP  | 8,04 w    | 7,53              | 8,04 w            | x                 | x                 | x                 | x                 |
| 3     | Stanislaw Tarassenko | RUS  | 7,9300    | 7,93              | x                 | x                 | x                 | 7,66              | x                 |
| 4     | Konstantin Krause    | GER  | 7,92 w    | x                 | 7,6900            | 7,1900            | 7,92 w            | 7,73              | 7,7100            |
| 5     | Serge Hélan          | FRA  | 7,7900    | x                 | x                 | x                 | 7,7900            | x                 | x                 |
| 6     | Milan Gombala        | CZE  | 7,7000    | 7,52              | x                 | x                 | 7,7000            | 7,68              | 7,6800            |
| 7     | Fred Salle           | GBR  | 7,6300    | 7,63              | x                 | 7,54 w            | x                 | 7,59              | 7,5900            |
| 8     | Roman Golanowski     | POL  | 7,60 w    | 7,25              | 7,60 w            | x                 | x                 | x                 | x                 |
| 9     | Jewgeni Semenjuk     | UKR  | 7,5400    | 7,28              | 7,3300            | 7,1000            | 7,5000            | x                 | 7,5400            |

Datum: 26. Juni

#### Dreisprung
| Platz | Athlet              | Land | Weite (m) | Versuchsserie (m) | Versuchsserie (m) | Versuchsserie (m) | Versuchsserie (m) | Versuchsserie (m) | Versuchsserie (m) |
| Platz | Athlet              | Land | Weite (m) | 1. Versuch        | 2. Versuch        | 3. Versuch        | 4. Versuch        | 5. Versuch        | 6. Versuch        |
| 1     | Pierre Camara       | FRA  | 17,46 w   | 17,08 w           | 17,15             | 15,47             | x                 | 17,46 w           | r                 |
| 2     | Jonathan Edwards    | GBR  | 17,27     | 17,2700           | 16,81             | x                 | x                 | 17,0800           | 16,8700           |
| 3     | Ralf Jaros          | GER  | 17,1800   | x                 | x                 | 17,18             | x                 | x                 | 16,8300           |
| 4     | Wassili Sokow       | RUS  | 17,0600   | 15,8600           | 16,59             | 16,76             | 16,66             | x                 | 17,0600           |
| 5     | Mykola Mussijenko   | UKR  | 16,81 w   | 16,81 w           | 15,37             | 15,50             | 16,37             | 16,6300           | 16,43 w           |
| 6     | Jacek Butkiewicz    | POL  | 16,50 w   | x                 | 15,42             | x                 | x                 | x                 | 16,50 w           |
| 7     | Milan Mikuláš       | CZE  | 16,3300   | x                 | 16,33             | x                 | x                 | –                 | 16,1600           |
| 8     | Julio López         | ESP  | 15,8900   | x                 | x                 | 15,79             | x                 | 15,8900           | x                 |
| 9     | Daniele Buttiglione | ITA  | 15,8400   | x                 | x                 | x                 | x                 | 15,8400           | 15,78             |

Datum: 27. Juni

#### Kugelstoßen
| Platz | Athlet              | Land | Weite (m) | Versuchsserie (m) | Versuchsserie (m) | Versuchsserie (m) | Versuchsserie (m) | Versuchsserie (m) | Versuchsserie (m) |
| Platz | Athlet              | Land | Weite (m) | 1. Versuch        | 2. Versuch        | 3. Versuch        | 4. Versuch        | 5. Versuch        | 6. Versuch        |
| 1     | Oleksandr Bahatsch  | UKR  | 20,15     | 19,70             | 20,03             | 19,83             | x                 | x                 | 20,15             |
| 2     | Paolo Dal Soglio    | ITA  | 19,79     | x                 | 18,62             | x                 | 19,50             | x                 | 19,79             |
| 3     | Jewgeni Paltschikow | RUS  | 19,64     | 18,46             | 18,73             | x                 | 19,29             | 19,30             | 19,64             |
| 4     | Oliver-Sven Buder   | GER  | 19,30     | 19,17             | x                 | 19,20             | 19,30             | 19,23             | 19,23             |
| 5     | Helmut Krieger      | POL  | 18,41     | 17,54             | 18,41             | 18,21             | x                 | x                 | x                 |
| 6     | Paul Edwards        | GBR  | 18,33     | x                 | 18,33             | 18,13             | x                 | 18,09             | 17,78             |
| 7     | Manuel Martínez     | ESP  | 18,16     | 17,65             | 17,39             | 17,97             | 18,16             | x                 | 17,91             |
| 8     | Luc Viudès          | FRA  | 17,94     | 17,92             | 17,94             | 17,93             | 17,91             | 17,92             | 17,86             |
| 9     | Jan Bartl           | CZE  | 17,84     | 16,82             | 17,84             | x                 | x                 | x                 | x                 |

Datum: 26. Juni

#### Diskuswurf
| Platz | Athlet               | Land | Weite (m) | Versuchsserie (m) | Versuchsserie (m) | Versuchsserie (m) | Versuchsserie (m) | Versuchsserie (m) | Versuchsserie (m) |
| Platz | Athlet               | Land | Weite (m) | 1. Versuch        | 2. Versuch        | 3. Versuch        | 4. Versuch        | 5. Versuch        | 6. Versuch        |
| 1     | Lars Riedel          | GER  | 66,30     | 63,90             | 64,26             | 66,30             | 64,14             | 63,19             | 65,30             |
| 2     | Dmitri Schewtschenko | RUS  | 63,96     | 62,66             | 63,96             | x                 | 60,26             | x                 | 63,64             |
| 3     | Wladimir Sintschenko | UKR  | 62,42     | 61,18             | 59,24             | 62,42             | x                 | 59,06             | 61,74             |
| 4     | Luciano Zerbini      | ITA  | 61,10     | 59,50             | 59,90             | 60,52             | 58,56             | x                 | 61,10             |
| 5     | Imrich Bugár         | CZE  | 58,66     | 58,28             | 58,66             | x                 | 57,16             | 57,02             | 56,68             |
| 6     | Robert Weir          | GBR  | 57,42     | 56,82             | 57,42             | 55,60             | 55,74             | x                 | 56,30             |
| 7     | Marek Majkrzak       | POL  | 55,50     | 54,34             | x                 | 55,50             | x                 | 54,20             | x                 |
| 8     | Jean Pons            | FRA  | 54,72     | 53,52             | 52,58             | 54,00             | 53,38             | x                 | 54,72             |
| 9     | Abraham Delgado      | ESP  | 49,84     | x                 | x                 | x                 | 48,98             | x                 | 49,84             |

Datum: 27. Juni

#### Hammerwurf
| Platz | Athlet            | Land | Weite (m) | Versuchsserie (m) | Versuchsserie (m) | Versuchsserie (m) | Versuchsserie (m) | Versuchsserie (m) | Versuchsserie (m) |
| Platz | Athlet            | Land | Weite (m) | 1. Versuch        | 2. Versuch        | 3. Versuch        | 4. Versuch        | 5. Versuch        | 6. Versuch        |
| 1     | Sergei Litwinow   | RUS  | 80,78     | 80,48             | x                 | 80,78             | 79,88             | 79,98             | 79,62             |
| 2     | Christophe Épalle | FRA  | 76,08     | 74,84             | 75,80             | 75,64             | 76,08             | 75,62             | x                 |
| 3     | Andrij Skwaruk    | UKR  | 76,00     | 74,22             | 74,18             | 76,00             | 74,60             | x                 | 74,60             |
| 4     | Enrico Sgrulletti | ITA  | 74,86     | x                 | 74,86             | 72,52             | x                 | 74,56             | x                 |
| 5     | Paul Head         | GBR  | 71,90     | 71,46             | 70,50             | 71,46             | 71,10             | 71,90             | 70,52             |
| 6     | Lech Kowalski     | POL  | 71,30     | x                 | 67,62             | 68,18             | x                 | 71,30             | 68,80             |
| 7     | Karsten Kobs      | GER  | 70,66     | x                 | 68,94             | x                 | 68,96             | 65,80             | 70,66             |
| 8     | Pavel Sedláček    | CZE  | 70,06     | 68,12             | 69,28             | x                 | x                 | 70,06             | x                 |
| 9     | Alex Marfull      | ESP  | 64,24     | 64,14             | x                 | 63,90             | 64,24             | 62,06             | x                 |

Datum: 27. Juni

#### Speerwurf
| Platz | Athlet             | Land | Weite (m) | Versuchsserie (m) | Versuchsserie (m) | Versuchsserie (m) | Versuchsserie (m) | Versuchsserie (m) | Versuchsserie (m) |
| Platz | Athlet             | Land | Weite (m) | 1. Versuch        | 2. Versuch        | 3. Versuch        | 4. Versuch        | 5. Versuch        | 6. Versuch        |
| 1     | Jan Železný        | CZE  | 89,84     | 89,54             | 89,74             | 89,84             | r                 | r                 | r                 |
| 2     | Mick Hill          | GBR  | 80,76     | 78,88             | x                 | 78,24             | 80,76             | 77,76             | 78,84             |
| 3     | Andrei Schewtschuk | RUS  | 79,16     | 73,68             | 78,86             | 76,68             | 79,16             | 77,52             | x                 |
| 4     | Raymond Hecht      | GER  | 78,86     | 78,86             | 77,50             | 76,58             | 72,68             | 71,50             | 74,36             |
| 5     | Fabio De Gaspari   | ITA  | 75,96     | 74,60             | 75,96             | 71,80             | 73,82             | 71,28             | 72,92             |
| 6     | Andrzei Nowikow    | UKR  | 75,70     | 69,98             | 71,94             | 69,02             | 71,50             | 71,52             | 75,70             |
| 7     | Rajmund Kółko      | POL  | 74,52     | 74,52             | 68,86             | x                 | 70,18             | 72,34             | 71,08             |
| 8     | Alain Storaci      | FRA  | 72,24     | 67,92             | 70,22             | x                 | 70,18             | 72,24             | 72,08             |
| 9     | Raimundo Fernández | ESP  | 68,06     | 61,02             | 68,06             | x                 | 66,34             | 62,78             | 65,32             |

Datum: 27. Juni

### Frauen

#### 100 m
| Platz | Athletin            | Land | Zeit (s) |
| ----- | ------------------- | ---- | -------- |
| 1     | Irina Priwalowa     | RUS  | 11,08    |
| 2     | Marie-José Pérec    | FRA  | 11,27    |
| 3     | Schanna Tarnopolska | UKR  | 11,29    |
| 4     | Melanie Paschke     | GER  | 11,50    |
| 5     | Beverly Kinch       | GBR  | 11,50    |
| 6     | Sanna Hernesniemi   | FIN  | 11,53    |
| 7     | Dorota Krawczak     | POL  | 11,81    |
| 8     | Lia Elena Murgu     | ROU  | 11,85    |
| 9     | Sonia Vigati        | ITA  | 11,88    |

Datum: 26. Juni
Wind: −0,3 m/s

#### 200 m
| Platz | Athletin             | Land | Zeit (s) |
| ----- | -------------------- | ---- | -------- |
| 1     | Irina Priwalowa      | RUS  | 22,30    |
| 2     | Marie-José Pérec     | FRA  | 22,30    |
| 3     | Silke-Beate Knoll    | GER  | 22,89    |
| 4     | Schanna Tarnopolska  | UKR  | 22,96    |
| 5     | Sanna Hernesniemi    | FIN  | 23,01    |
| 6     | Katharine Merry      | GBR  | 23,27    |
| 7     | Ionela Târlea        | ROU  | 23,80    |
| 8     | Daniela Ferrian      | ITA  | 24,09    |
| 9     | Katarzyna Zakrzewska | POL  | 24,18    |

Datum: 27. Juni
Wind: +0,8 m/s

#### 400 m
| Platz | Athletin             | Land | Zeit (s) |
| ----- | -------------------- | ---- | -------- |
| 1     | Jelena Rusina        | RUS  | 51,54    |
| 2     | Elsa Devassoigne     | FRA  | 51,92    |
| 3     | Linda Keough         | GBR  | 52,14    |
| 4     | Mariana Florea       | ROU  | 52,24    |
| 5     | Anja Rücker          | GER  | 52,36    |
| 6     | Ljudmyla Dschyhalowa | UKR  | 52,60    |
| 7     | Elzbieta Kilinska    | POL  | 53,15    |
| 8     | Francesca Carbone    | ITA  | 53,23    |
| 9     | Aila Haikkonen       | FIN  | 53,73    |

Datum: 26. Juni

#### 800 m
| Platz | Athletin          | Land | Zeit (min) |
| ----- | ----------------- | ---- | ---------- |
| 1     | Ella Kovacs       | ROU  | 1:57,5     |
| 2     | Ljubow Kremljowa  | RUS  | 1:59,8     |
| 3     | Olena Stortschowa | UKR  | 2:00,1     |
| 4     | Fabia Trabaldo    | ITA  | 2:00,1     |
| 5     | Diane Modahl      | GBR  | 2:00,2     |
| 6     | Patricia Djaté    | FRA  | 2:00,2     |
| 7     | Małgorzata Rydz   | POL  | 2:01,5     |
| 8     | Christine Wachtel | GER  | 2:02,1     |
| 9     | Satu Jaaskelainen | FIN  | k. A.      |

Datum: 26. Juni
Die Anlage der elektronischen Zeitmessung war ausgefallen, sodass auf handgestoppte Zeiten zurückgegriffen werden musste. Für die neuntplatzierte Finnin Satu Jaaskelainen waren hier keine Angaben mehr zu ermitteln.

#### 1500 m
| Platz | Athletin            | Land | Zeit (min) |
| ----- | ------------------- | ---- | ---------- |
| 1     | Wera Tschuwaschewa  | RUS  | 4:16,03    |
| 2     | Violeta Beclea      | ROU  | 4:16,36    |
| 3     | Yvonne Murray       | GBR  | 4:17,51    |
| 4     | Małgorzata Rydz     | POL  | 4:17,84    |
| 5     | Swetlana Miroschnik | UKR  | 4:18,24    |
| 6     | Frédérique Quentin  | FRA  | 4:19,41    |
| 7     | Monika Ronnholm     | FIN  | 4:19,58    |
| 8     | Simone Weidner      | GER  | 4:19,91    |
| 0     | Valentina Tauzeri   | ITA  | 4:20,40    |

Datum: 27. Juni

#### 3000 m
| Platz | Athletin         | Land | Zeit (min) |
| ----- | ---------------- | ---- | ---------- |
| 1     | Margareta Keszeg | ROU  | 8:51,88    |
| 2     | Jelena Kopytowa  | RUS  | 8:52,27    |
| 3     | Alison Wyeth     | GBR  | 8:52,98    |
| 4     | Roberta Brunet   | ITA  | 8:54,16    |
| 5     | Annemari Sandell | FIN  | 8:55,46    |
| 6     | Anna Brzezińska  | POL  | 8:55,52    |
| 7     | Farida Fatès     | FRA  | 8:56,09    |
| 8     | Christina Mai    | GER  | 9:00,24    |
| 9     | Soja Kasnowskaja | UKR  | 9:01,86    |

Datum: 26. Juni

#### 10.000 m
| Platz | Athletin            | Land | Zeit (min) |
| ----- | ------------------- | ---- | ---------- |
| 1     | Wiktoria Nenaschewa | RUS  | 32:33,46   |
| 2     | Iulia Negura        | ROU  | 32:36,05   |
| 3     | Tamara Koba         | UKR  | 32:39,50   |
| 4     | Suzanne Rigg        | GBR  | 32:44,06   |
| 5     | Rosanna Munerotto   | ITA  | 32:48,36   |
| 6     | Claudia Metzner     | GER  | 33:03,18   |
| 7     | Rosario Murcia      | FRA  | 33:28,53   |
| 8     | Ritva Lemettinen    | FIN  | 34:35,15   |
| 9     | Aniela Nikiel       | POL  | 35:35,11   |

Datum: 27. Juni

#### 100 m Hürden
| Platz | Athletin         | Land | Zeit (s) |
| ----- | ---------------- | ---- | -------- |
| 1     | Marina Asjabina  | RUS  | 12,63    |
| 2     | Jackie Agyepong  | GBR  | 13,17    |
| 3     | Liliana Năstase  | ROU  | 13,22    |
| 4     | Cécile Cinélu    | FRA  | 13,22    |
| 5     | Jelena Politika  | UKR  | 13,23    |
| 6     | Carla Tuzzi      | ITA  | 13,29    |
| 7     | Kristin Patzwahl | GER  | 13,32    |
| 8     | Dorota Krawczak  | POL  | 13,75    |
| 9     | Iina Pekkola     | FIN  | 14,07    |

Datum: 27. Juni
Wind: +0,3 m/s

#### 400 m Hürden
| Platz | Athletin             | Land | Zeit (s) |
| ----- | -------------------- | ---- | -------- |
| 1     | Sally Gunnell        | GBR  | 53,73    |
| 2     | Anna Knoros          | RUS  | 54,42    |
| 3     | Nicoleta Căruţaşu    | ROU  | 54,94    |
| 4     | Silvia Rieger        | GER  | 55,04    |
| 5     | Monika Warnicka      | POL  | 55,82    |
| 6     | Inna Nepljujewa      | UKR  | 58,20    |
| 7     | Carole Nelson        | FRA  | 58,58    |
| 8     | Maria Luisa Climbini | ITA  | 58,66    |
| 9     | Marjut Toyli         | FIN  | 58,83    |

Datum: 26. Juni

#### 4 × 100 m Staffel
| Platz | Land           | Besetzung                                                                  | Zeit (s) |
| ----- | -------------- | -------------------------------------------------------------------------- | -------- |
| 1     | Russland       | Olga Bogoslowskaja Natalja Woronowa Marina Trandenkowa Irina Priwalowa     | 42,79    |
| 2     | Frankreich     | Patricia Girard Odiah Sidibé Maguy Nestoret Marie-José Pérec               | 43,01    |
| 3     | Deutschland    | Andrea Philipp Silke-Beate Knoll Bettina Zipp Melanie Paschke              | 43,46    |
| 4     | Ukraine        | Anzhelika Schewtschuk Antonina Sljussar Iryna Sljussar Schanna Tarnopolska | 43,90    |
| 5     | Finnland       | Anu Pirttimaa Sisko Hanhijoki Sanna Hernesniemi Marja Salmela              | 44,20    |
| 6     | Großbritannien | Paula Thomas Beverly Kinch Katharine Merry Marcia Richardson               | 44,53    |
| 7     | Polen          | Izabela Czajko Katarzyna Zakrzewska Monika Borejza Dorota Krawczak         | 44,73    |
| 8     | Italien        | Annarita Balzani Giada Gallina Daniela Ferrian Rossella Tarolo             | 44,83    |
| DNF   | Rumänien       | Lia Elena Murgu Liliana Năstase Ionela Târlea Marieta Ilcu                 |          |

Datum: 26. Juni

#### 4 × 400 m Staffel
| Platz | Land           | Besetzung                                                                   | Zeit (min) |
| ----- | -------------- | --------------------------------------------------------------------------- | ---------- |
| 1     | Russland       | Jelena Goleschewa Jelena Rusina Wera Sytschugowa Tatjana Alexejewa          | 3 24,23 NR |
| 2     | Ukraine        | Ljudmyla Kaschtchei Elita Jurtschenko Jelena Nasonkina Ljudmyla Dschyhalowa | 3 27,37000 |
| 3     | Deutschland    | Karin Janke Anja Rücker Jana Schönenberger Sandra Seuser                    | 3:27,80000 |
| 4     | Frankreich     | Francine Landre Évelyne Élien Marie-Louise Bévis Elsa Devassoigne           | 3:28,41000 |
| 5     | Großbritannien | Linda Keough Diane Modahl Jennifer Stoute Sally Gunnell                     | 3 28,55000 |
| 6     | Rumänien       | Ionela Târlea Ella Kovacs Nicoleta Căruţaşu Mariana Florea                  | 3:29,28000 |
| 7     | Polen          | Monika Warnicka Sylwia Pachut Barbara Grzywocz Elzbieta Kilinska            | 3:33,59000 |
| 8     | Italien        | Francesca Carbone Patrizia Spuri Giuseppina Perlino Elena Zamperioli        | 3:33.91000 |
| 9     | Finnland       | Aila Haikkonen Heidi Suomi Satu Jaaskelainen Sonja Finell                   | 3:39,17000 |

Datum: 27. Juni

#### Hochsprung
| Platz | Athlet               | Land | Höhe (m) | Versuchsserie (m) | Versuchsserie (m) | Versuchsserie (m) | Versuchsserie (m) | Versuchsserie (m) | Versuchsserie (m) | Versuchsserie (m) | Versuchsserie (m) | Versuchsserie (m) | Versuchsserie (m) | Versuchsserie (m) |
| Platz | Athlet               | Land | Höhe (m) | 1,70              | 1,75              | 1,80              | 1,85              | 1,88              | 1,90              | 1,92              | 1,94              | 1,96              | 1,98              | 2,00              |
| 1     | Alina Astafei        | ROU  | 2,00 NR  | –                 | –                 | –                 | xo                | –                 | o                 | –                 | o                 | o                 | o                 | xo                |
| 2     | Heike Henkel         | GER  | 1,96000  | –                 | –                 | –                 | –                 | –                 | o                 | –                 | xo                | o                 | x–                | xx                |
| 3     | Katarzyna Majchrzak  | POL  | 1,92000  | –                 | –                 | o                 | o                 | o                 | xo                | xxo               | xxx               |                   |                   |                   |
| 4     | Inha Babakowa        | RUS  | 1,90000  | –                 | –                 | o                 | o                 | o                 | o                 | xxx               |                   |                   |                   |                   |
| 4     | Antonella Bevilacqua | ITA  | 1,90000  | –                 | o                 | o                 | o                 | o                 | o                 | xxx               |                   |                   |                   |                   |
| 6     | Joanne Jennings      | GBR  | 1,90000  | –                 | o                 | o                 | xo                | o                 | o                 | xxx               |                   |                   |                   |                   |
| 7     | Jewgenia Schdanowa   | UKR  | 1,88000  | –                 | –                 | o                 | o                 | xo                | xxx               |                   |                   |                   |                   |                   |
| 8     | Kaisa Gustafsson     | FIN  | 1,85000  | o                 | o                 | xo                | xxo               | xxx               |                   |                   |                   |                   |                   |                   |
| 9     | Nathalie Lefèvre     | FRA  | 1,80000  | o                 | o                 | o                 | xxx               |                   |                   |                   |                   |                   |                   |                   |

Datum: 27. Juni

#### Weitsprung
| Platz | Athletin            | Land | Weite (m) | Versuchsserie (m) | Versuchsserie (m) | Versuchsserie (m) | Versuchsserie (m) | Versuchsserie (m) | Versuchsserie (m) |
| Platz | Athletin            | Land | Weite (m) | 1. Versuch        | 2. Versuch        | 3. Versuch        | 4. Versuch        | 5. Versuch        | 6. Versuch        |
| 1     | Heike Drechsler     | GER  | 7,0200    | 6,8900            | 5,3500            | 6,91              | 6,75              | 6,8700            | 7,0200            |
| 2     | Jelena Sintschukowa | RUS  | 6,94 w    | x                 | 6,94 w            | x                 | 6,85              | x                 | x                 |
| 3     | Fiona May           | GBR  | 6,7300    | 6,6000            | 6,5500            | 6,67              | 6,73              | 6,2900            | 6,3300            |
| 4     | Valentina Uccheddu  | ITA  | 6,70 w    | 6,70 w            | 6,4600            | 6,58              | –                 | –                 | 6,4700            |
| 5     | Laryssa Bereschna   | UKR  | 6,6000    | x                 | 6,6000            | x                 | x                 | 6,5700            | x                 |
| 6     | Marieta Ilcu        | ROU  | 6,50 w    | 6,4800            | 6,4400            | 6,48              | x                 | 6,50 w            | x                 |
| 7     | Agata Karczmarek    | POL  | 6,45 w    | 6,3600            | x                 | 6,31              | x                 | x                 | 6,45 w            |
| 8     | Nadine Caster       | FRA  | 6,32 w    | x                 | 6,32 w            | x                 | x                 | 6,1000            | 6,2000            |
| 9     | Marika Salminen     | FIN  | 6,2200    | 6,0800            | 6,2200            | x                 | x                 | x                 | x                 |

Datum: 27. Juni

#### Dreisprung
| Platz | Athletin           | Land | Weite (m) | Versuchsserie (m) | Versuchsserie (m) | Versuchsserie (m) | Versuchsserie (m) | Versuchsserie (m) | Versuchsserie (m) |
| Platz | Athletin           | Land | Weite (m) | 1. Versuch        | 2. Versuch        | 3. Versuch        | 4. Versuch        | 5. Versuch        | 6. Versuch        |
| 1     | Iolanda Tschen     | RUS  | 14,34 w   | x                 | x                 | 14,00             | x                 | 14,34 w           | 13,75             |
| 2     | Helga Radtke       | GER  | 14,0500   | 13,75             | 13,70             | 12,93             | x                 | x                 | 14,05             |
| 3     | Inessa Krawez      | UKR  | 13,9900   | 13,99             | 13,76             | 13,76             | 13,4800           | 13,8200           | x                 |
| 4     | Michelle Griffith  | GBR  | 13,5400   | x                 | 13,54             | x                 | x                 | 13,0400           | x                 |
| 5     | Monika Tóth        | ROU  | 13,46 w   | x                 | 13,36             | 13,45             | 13,46 w           | x                 | 13,39             |
| 6     | Agnieszka Stanczyk | POL  | 13,3400   | x                 | x                 | 12,82             | 13,3400           | x                 | 12,73             |
| 7     | Loredana Rossi     | ITA  | 13,1800   | 13,03             | 13,02             | x                 | 12,8900           | 13,02 w           | 13,18             |
| 8     | Marika Salminen    | FIN  | 13,1800   | x                 | x                 | 13,18             | x                 | x                 | 12,94             |
| 9     | Sylvie Borda       | FRA  | 13,1500   | 12,81             | 12,77             | 13,15             | 13,1500           | 12,8200           | 12,80             |

Datum: 26. Juni

#### Kugelstoßen
| Platz | Athletin              | Land | Weite (m) | Versuchsserie (m) | Versuchsserie (m) | Versuchsserie (m) | Versuchsserie (m) | Versuchsserie (m) | Versuchsserie (m) |
| Platz | Athletin              | Land | Weite (m) | 1. Versuch        | 2. Versuch        | 3. Versuch        | 4. Versuch        | 5. Versuch        | 6. Versuch        |
| 1     | Anna Romanowa         | RUS  | 19,43     | 18,53             | 18,67             | 18,32             | x                 | 19,17             | 19,43             |
| 2     | Valentina Fedjuschina | UKR  | 18,91     | 18,83             | 18,79             | x                 | x                 | x                 | 18,91             |
| 3     | Stephanie Storp       | GER  | 18,85     | 18,85             | x                 | x                 | 18,56             | x                 | 18,69             |
| 4     | Mihaela Oana          | ROU  | 18,35     | 17,59             | 18,20             | 18,35             | x                 | 17,98             | x                 |
| 5     | Krystyna Danilczyk    | POL  | 18,04     | 17,78             | 17,69             | 17,63             | x                 | 17,43             | 18,04             |
| 6     | Marika Tuliniemi      | FIN  | 17,26     | 16,44             | 16,72             | x                 | 17,26             | 16,66             | 16,72             |
| 7     | Agnese Maffeis        | ITA  | 16,89     | x                 | 16,46             | x                 | 16,89             | x                 | x                 |
| 8     | Myrtle Augee          | GBR  | 16,86     | 16,86             | 16,85             | x                 | x                 | 16,55             | 16,58             |
| 9     | Nathalie Belotti      | FRA  | 14,71     | 14,68             | 14,71             | x                 | x                 | 14,36             | x                 |

Datum: 26. Juni

#### Diskuswurf
| Platz | Athletin               | Land | Weite (m) | Versuchsserie (m) | Versuchsserie (m) | Versuchsserie (m) | Versuchsserie (m) | Versuchsserie (m) | Versuchsserie (m) |
| Platz | Athletin               | Land | Weite (m) | 1. Versuch        | 2. Versuch        | 3. Versuch        | 4. Versuch        | 5. Versuch        | 6. Versuch        |
| 1     | Larissa Korotkewitsch  | RUS  | 64,58     | 61,84             | x                 | 60,58             | 64,28             | 61,96             | 64,58             |
| 2     | Laryssa Mychaltschenko | UKR  | 63,04     | x                 | 63,04             | 57,50             | 59,50             | x                 | x                 |
| 3     | Renata Katewicz        | POL  | 61,68     | 59,00             | 55,30             | 58,76             | 61,68             | 58,88             | 59,76             |
| 4     | Manuela Tirneci        | ROU  | 61,48     | x                 | 56,38             | 57,86             | 61,48             | 56,86             | 56,28             |
| 5     | Jana Lauren            | GER  | 58,48     | 58,10             | 58,48             | 58,06             | x                 | 57,92             | 57,60             |
| 6     | Agnese Maffeis         | ITA  | 56,84     | 56,02             | 56,84             | x                 | x                 | 55,30             | 55,08             |
| 7     | Isabelle Devaluez      | FRA  | 56,62     | x                 | 50,36             | 56,62             | 54,06             | x                 | x                 |
| 8     | Jackie McKernan        | GBR  | 53,88     | 53,78             | x                 | 53,84             | 53,64             | 53,88             | 51,36             |
| 9     | Kirsi Lindfors         | FIN  | 49,70     | 49,70             | x                 | x                 | x                 | x                 | x                 |

Datum: 27. Juni

#### Speerwurf
| Platz | Athletin               | Land | Weite (m) | Versuchsserie (m) | Versuchsserie (m) | Versuchsserie (m) | Versuchsserie (m) | Versuchsserie (m) | Versuchsserie (m) |
| Platz | Athletin               | Land | Weite (m) | 1. Versuch        | 2. Versuch        | 3. Versuch        | 4. Versuch        | 5. Versuch        | 6. Versuch        |
| 1     | Felicia Țilea          | ROU  | 62,68     | 58,66             | x                 | 62,68             | 61,86             | x                 | 58,48             |
| 2     | Karen Forkel           | GER  | 61,92     | 55,84             | 57,00             | 55,36             | 61,92             | 57,48             | x                 |
| 3     | Jekaterina Iwakina     | RUS  | 61,74     | 58,28             | x                 | 61,74             | 58,42             | x                 | x                 |
| 4     | Nathalie Teppe         | FRA  | 58,70     | 58,70             | 51,44             | x                 | x                 | x                 | 50,74             |
| 5     | Päivi Alafrantti       | FIN  | 56,40     | x                 | 55,98             | 56,36             | x                 | 56,26             | 56,40             |
| 6     | Iryna Kostjutschenkowa | UKR  | 56,28     | 56,28             | x                 | x                 | 53,22             | 54,04             | 55,38             |
| 7     | Sharon Gibson          | GBR  | 55,24     | 54,68             | 53,40             | 53,98             | 55,24             | 52,44             | 52,16             |
| 8     | Genowefa Patla         | POL  | 55,22     | 51,52             | 55,16             | 55,22             | 53,46             | x                 | x                 |
| 9     | Claudia Coslovich      | ITA  | 50,06     | x                 | x                 | 46,24             | 48,22             | 45,76             | 50,06             |

Datum: 26. Juni

## Videolinks
- European Athletics Cup - Rome -1993, Video mit zahlreichen Wettbewerben des Europacups 1993 in einer Länge von mehr als 55 Minuten, youtube.com, abgerufen am 13. Februar 2024
- Paul Head GBR Hammer Throw European Cup 1993 71,90m, youtube.com, abgerufen am 13. Februar 2024

## Einzelnachweis
1. ↑  XIV European Cup Bruno Zauli, Einleitung, sport-olympic.gr (englisch), abgerufen am 13. Februar 2024

1965 |
1967 |
1970 |
1973 |
1975 |
1977 |
1979 |
1981 |
1983 |
1985 |
1987 |
1989 |
1991 |
1993 |
1994 |
1995 |
1996 |
1997 |
1998 |
1999 |
2000 |
2001 |
2002 |
2003 |
2004 |
2005 |
2006 |
2007 |
2008
→